# 아카자 나오야스
아카자 나오야스(일본어: 赤座直保, 생년 미상 ~ 게이초 11년(1606년))는 아즈치모모야마 시대로부터 에도 시대 전기에 걸친 무장이다.
세키가하라 전투에서 서군에는 소속되었으나 다른 다이묘들의 눈치를 계속 보다가 고바야카와 히데아키가 동군으로 배신하자 히데아키를 따라서 같이 배신하게 된다. 후에 가가번주 마에다 도시나가의 가신이 되어 맛토조다이에 임명되었다.

## 경력

### 아사쿠라 가신 시대
아카자씨는 아사쿠라씨 가신 123가를 소수한 「일승록」에 그 이름이 기록되어 있어 나오야스나 아버지 나오노리도 아사쿠라씨 가신이었을 가능성이 높다.

### 노부나가 가신 시대
덴쇼 원년(1573년) 8월, 오다 노부나가의 아사쿠라씨 토멸 후, 노부나가에게 내려 노부나가 서장에 의해서 본령이 안도된 것이 나오보의 첫출신이다. 그 후, 에치젠 수호대가 된 가쓰라타 나가토시 아래에서 노부나가를 섬겼고, 덴쇼 3년(1575년) 11월에는 나가토시(長俊)의 서두에 근거해 후추 가나이촌 56석의 가증을 받았다. 이 수령은 이듬해 부중 3인방으로부터 친지를 받았다.이 무렵 호리에·신카이·센후쿠·아카자·쿠라노야·스와라고 하는 에치젠의 제사는 시바타 가쓰이에나 후추 3인중의 여력으로 여겨지고 있어 마에다씨와는 관계가 있었다.

### 히데요시 가신 시대
덴쇼 10년(1582년)의 혼노지의 변(本能寺の変)으로 아버지 나오노리가 전사하자 가독을 이어 도요토미 히데요시를 섬겨 수령에서 안도당했다. 덴쇼 17년(1589년) 10월, 난조군 오도리무라에 하이야키의 영업 독점권을 준 문서가 현존 한다. 덴쇼 18년(1590년) 오다와라 정벌에서는 이시다 미쓰나리 휘하에서 무사시국의 이와츠키성(岩槻城), 오시성(忍城) 공략에 참가하였고, 이 공에 따라 종5위하 빈고마모루(備後守)에 임관한다. 에치젠 이마조 2만 석에 가증되어 다이묘에 올랐다. 그러나 그 지위는 고바야카와 히데아키나 호리오 요시하루(堀尾吉晴)의 여력이었고 독립적인 다이묘는 아니었다. 이마조(今庄)는 지카호(直保)가 거관을 둔 것으로부터 그 통치하에서 발전해, 그 통치는 유키 히데야스의 가도정비 정책에 의해 계승되어 기타쿠니 가도의 역으로서 번창하기에 이른다.

### 세키가하라 이후
게이초 5년(1600년)의 세키가하라 전투에서 처음에는 서군의 오타니 요시쓰구의 군에 속해 기타구(北国口)에서 싸웠지만, 본전에서 고바야카와 히데아키가 동군으로 돌아누웠는데 호응해 와키자카 야스하루, 구쓰키 모토쓰나, 오가와 스케타다 등과 함께 동군으로 돌아눕혀 오타니군을 전멸시킨다. 하지만 사전에 통관을 밝히지 않았다는 이유로 전후, 도쿠가와 이에야스에게 그 공을 인정받지 못하고 영을 몰수당했다고 하지만, 원래 나오야스는 세키가하라 전투에 참전하지 않았다는 지적도 있다. 그 후는 교지(京に)에 살았지만, 동년 10월 마에다 도시나가의 가신이 되어 가가(加賀)로 향해, 맛토조다이로서 7천 석을 점령했다. 게이초 8년(1603년)에는 도시나가의 명에 따라 선조 아카자 가게아키(赤座景秋)가 건립한 호라 다케시지(洞岳寺)를 시타 야시키(下屋式) 부지 내로 이전시켰다. 게이초 11년(1606년) 엣추 다이몬가와(大門川)의 범람을 검분할 때 탁류를 도강 중 낙마, 익사했다.

## 자손·일족
아들 다카하루는 나가하라(永原)로 개성하여 가가번의 번사로 존속하였다. 간에이 19년 고마쓰사무라이초(小松侍帳)에는 어인(御人)의 석차 4위에 나가하라 사쿄(永原左京, 5천석), 14위에 나가하라 대학(永原大学, 800석), 오우마카이(御馬會)에 나가하라 나이젠(永原内膳, 600석), 나가하라 고로자에몬(永原五郎左衛門, 300석)이 기재되어 있어 자제가 일족으로 여겨진다. 사쿄의 딸은 카가 8가장 집안의 적남인 나가모토렌(長元連)에게 시집갔고, 이 연고에서 사쿄, 대학의 양명은 우라노 사건(浦野事件)에 번측으로서 관여해 우라노마고에몬(浦野孫右衛門)의 자제를 맡고 있다. 에도 막부 말기에는 우마마와리야쿠(馬廻役)·사쿠사 봉행(作事奉行)을 역임한 나가하라 신시치로(永原甚七郎)가 나와 미토 텐구당(水戸天狗党) 토벌의 지휘를 해, 하바라(葉原)에서 이것을 항복시키고 임종(최후)을 지키고 있다.

## 등장 작품
- 아오이 도쿠가와 산다이(葵 徳川三代, 2000년, 주연: 혼다 키요스미)